# 1. Wiesbadener BC
Der 1. Wiesbadener Badminton Club ist ein Badmintonverein aus Wiesbaden. 

## Geschichte
Der Verein wurde am 16. April 1953 gegründet und ist damit einer der ältesten deutschen Badmintonvereine. In den Anfangsjahren des Badmintonsports in Deutschland war der Verein auch einer der erfolgreichsten Klubs in Deutschland. Die erste Mannschaft des Vereins wurde 1965 deutscher Vizemeister. 1965 belegte das Team Rang drei. Des Weiteren gewann der Verein acht Medaillen bei deutschen Einzelmeisterschaften, darunter auch den Titel im Herrendoppel 1965.

## Erfolge
| Saison    | Veranstaltung                    | Disziplin    | Platz | Name                                                                    |
| --------- | -------------------------------- | ------------ | ----- | ----------------------------------------------------------------------- |
| 1957/1958 | Deutsche Einzelmeisterschaft U18 | Damendoppel  | 2     | Lotti Arnet / Gudrun Henrich (1. Wiesbadener BC)                        |
| 1961/1962 | Deutsche Einzelmeisterschaft U18 | Mixed        | 1     | Hans-Jürgen Fischer / Edeltraud Geist (1. Wiesbadener BC)               |
| 1961/1962 | Deutsche Einzelmeisterschaft     | Herreneinzel | 3     | Klaus-Dieter Framke (1. Wiesbadener BC)                                 |
| 1961/1962 | Deutsche Einzelmeisterschaft     | Herrendoppel | 3     | Uwe Jacobsen / Klaus-Dieter Framke (1. Wiesbadener BC)                  |
| 1963/1964 | Deutsche Einzelmeisterschaft     | Herrendoppel | 3     | Klaus-Dieter Framke / Manfred Fulle (1. Wiesbadener BC)                 |
| 1964/1965 | Deutsche Einzelmeisterschaft     | Herrendoppel | 1     | Klaus-Dieter Framke / Manfred Fulle (1. Wiesbadener BC)                 |
| 1965/1966 | Deutsche Einzelmeisterschaft     | Herrendoppel | 3     | Klaus-Dieter Framke / Manfred Fulle (1. Wiesbadener BC)                 |
| 1965/1966 | Deutsche Einzelmeisterschaft     | Herreneinzel | 2     | Torsten Winter (1. Wiesbadener BC)                                      |
| 1965/1966 | Deutsche Einzelmeisterschaft     | Herrendoppel | 3     | Fischer / Peter Knack (1. Wiesbadener BC)                               |
| 1967/1968 | Deutsche Einzelmeisterschaft     | Herreneinzel | 3     | Torsten Winter (1. Wiesbadener BC)                                      |
| 1969/1970 | Deutsche Einzelmeisterschaft U18 | Dameneinzel  | 2     | Dagmar Wagner (1. Wiesbadener BC)                                       |
| 1971/1972 | Deutsche Einzelmeisterschaft U22 | Damendoppel  | 1     | Dagmar Wagner / Dagmar Zier (1. Wiesbadener BC / TG Langendiebach)      |
| 1971/1972 | Deutsche Einzelmeisterschaft U22 | Dameneinzel  | 2     | Dagmar Wagner (1. Wiesbadener BC)                                       |
| 1971/1972 | Deutsche Einzelmeisterschaft U22 | Mixed        | 1     | Werner Dietz / Dagmar Wagner (TG Langendiebach / 1. Wiesbadener BC)     |
| 1971/1972 | Deutsche Einzelmeisterschaft U18 | Dameneinzel  | 2     | Dagmar Wagner (1. Wiesbadener BC)                                       |
| 1973/1974 | Deutsche Einzelmeisterschaft U22 | Damendoppel  | 1     | Dagmar Wagner / Monika Peiffer (1. Wiesbadener BC / TuS Wiebelskirchen) |
| 1973/1974 | Deutsche Einzelmeisterschaft U22 | Mixed        | 1     | Hans-Georg Weigand / Dagmar Wagner (TG Zell / 1. Wiesbadener BC)        |
| 1987/1988 | Deutsche Einzelmeisterschaft O48 | Mixed        | 1     | Manfred Fulle / Gisela Neisner (1. Wiesbadener BC / SV Bergstedt)       |
| 1998/1999 | Deutsche Einzelmeisterschaft O32 | Dameneinzel  | 1     | Heike Franke (1. Wiesbadener BC)                                        |
| 2001/2002 | Deutsche Einzelmeisterschaft U22 | Damendoppel  | 2     | Sindy Krauspe / Aline Decker (1. Wiesbadener BC / SSV Heiligenwald)     |
| 2002/2003 | Deutsche Einzelmeisterschaft U22 | Dameneinzel  | 3     | Steffi Binnefeld (1. Wiesbadener BC)                                    |

## Der WBC heute
Heute wird der Fokus auf die Nachwuchsarbeit der Kinder und Jugendlichen gesetzt. Mit einem großen, sehr qualifizierten Trainerteam arbeitet man hier sehr individuell und auf höchstem Niveau.